# Boyle (Alberta)
Pour les articles homonymes, voir Boyle.
Boyle est un village (village) du Comté d'Athabasca, situé dans la province canadienne d'Alberta.

## Démographie
En tant que localité désignée dans le recensement de 2011, Boyle a une population de 916 habitants dans 388 de ses 479 logements, soit une variation de 7.3% avec la population de 2006. Avec une superficie de 7,282 5 km2, village possède une densité de population de 125,781 0 hab/km2 en 2011.
Concernant le recensement de 2006, Boyle abritait 844 habitants dans 348 de ses 386 logements. Avec une superficie de 4,101 2 km2, village possédait une densité de population de 205,8 hab/km2 en 2006.
| 2001 | 2006 | 2011 | 2016 |
| ---- | ---- | ---- | ---- |
| 836  | 844  | 916  | 845  |